# Jiří Konopáč
Jiří Konopáč (* 10. dubna 1965) byl český politik za formaci Sdružení pro republiku - Republikánská strana Československa (republikáni), po sametové revoluci československý poslanec Sněmovny lidu Federálního shromáždění.

## Biografie
Ve volbách roku 1992 byl za SPR-RSČ zvolen do Sněmovny lidu (volební obvod Severočeský kraj). V červenci 1992 navrhl jménem své strany na post prezidenta ČSFR Zdeňka Viktora Procházku, česko-kanadského podnikatele ze Zlínska. Se svou stranou se ale později rozešel a od listopadu 1992 zasedal v parlamentu coby nezařazený poslanec. Ve Federálním shromáždění setrval do zániku Československa v prosinci 1992.
V komunálních volbách roku 2006 neúspěšně kandidoval do zastupitelstva Nového Boru jako bezpartijní kandidát. Profesně je uváděn jako úředník. V roce 2012 se uvádí bytem Nový Bor-Arnultovice.